# Meilenwerk
Meilenwerk war bis Anfang 2014 eine Bezeichnung für Dienstleistungszentren rund um die Themen Motorrad und Automobil mit Spezialisierung auf den Bereich der Klassiker, Oldtimer und Sammlerfahrzeuge. Meilenwerk war auch der Name des Unternehmens Meilenwerk AG, das nach dem Erwerb der Markenrechte von 2010 bis zur Insolvenz im Jahr 2016 das Konzept für derartige Zentren und Projekte entwickelte und vermarktete. Zuvor hatten schon andere Unternehmen als zeitweilige Inhaber der Markenrechte das Konzept und die Markenrechte vermarktet. Im Jahr 2003 wurde das erste „Meilenwerk“ in Berlin eröffnet, es folgten 2006 Düsseldorf und 2009 Stuttgart. Alle Standorte werden von den jeweiligen Eigentümern unter anderen Namen weitergeführt.
Neue Standorte in Zürich, Hamburg und (wieder) in Berlin waren geplant, wurden aber nicht verwirklicht.

## Geschichte
Infolge einer wissenschaftlichen Forschungsarbeit an der European Business School zur Frage von Gebäudekonzeptionen für bestimmte Zielgruppen entstanden im Jahr 2000 erste Projektideen. Der Dozent Martin Halder entwickelte mit seinem Team die Ideen zum Konzept. Die Umsetzung des Konzeptes erfolgte in den folgenden Jahren nacheinander durch unterschiedliche Firmen.
Martin Halder fand zunächst in Berlin ein passendes Gebäude sowie Investoren, die bereit waren, das Projekt zu übernehmen. Die Eröffnung in Berlin, unter dem damaligen Namen Meilenwerk, erfolgte im Mai 2003. Danach wurde ein weiteres Projekt in Düsseldorf verwirklicht, wo das Konzept mit den Berliner Erfahrungen weiter entwickelt wurde. Die Eröffnung in der nordrhein-westfälischen Landeshauptstadt fand im September 2006 statt. 2009 wurde das Meilenwerk Region Stuttgart eröffnet. Dieses entstand in einem denkmalgeschützten Gebäudekomplex des Flugfeldes in Böblingen.
Im Frühjahr 2011 wurden die Zentren in Berlin und Düsseldorf von den Eigentümern in Classic Remise umbenannt. Nach der Umbenennung kam es zu gerichtlichen Auseinandersetzungen zwischen den Eigentümern und der Meilenwerk AG. Die Eigentümer des Meilenwerk Region Stuttgart haben aus ähnlichen Gründen wie in Berlin und Düsseldorf zum 4. Januar 2014 ihr Haus in Motorworld Region Stuttgart umbenannt.

## Konzept

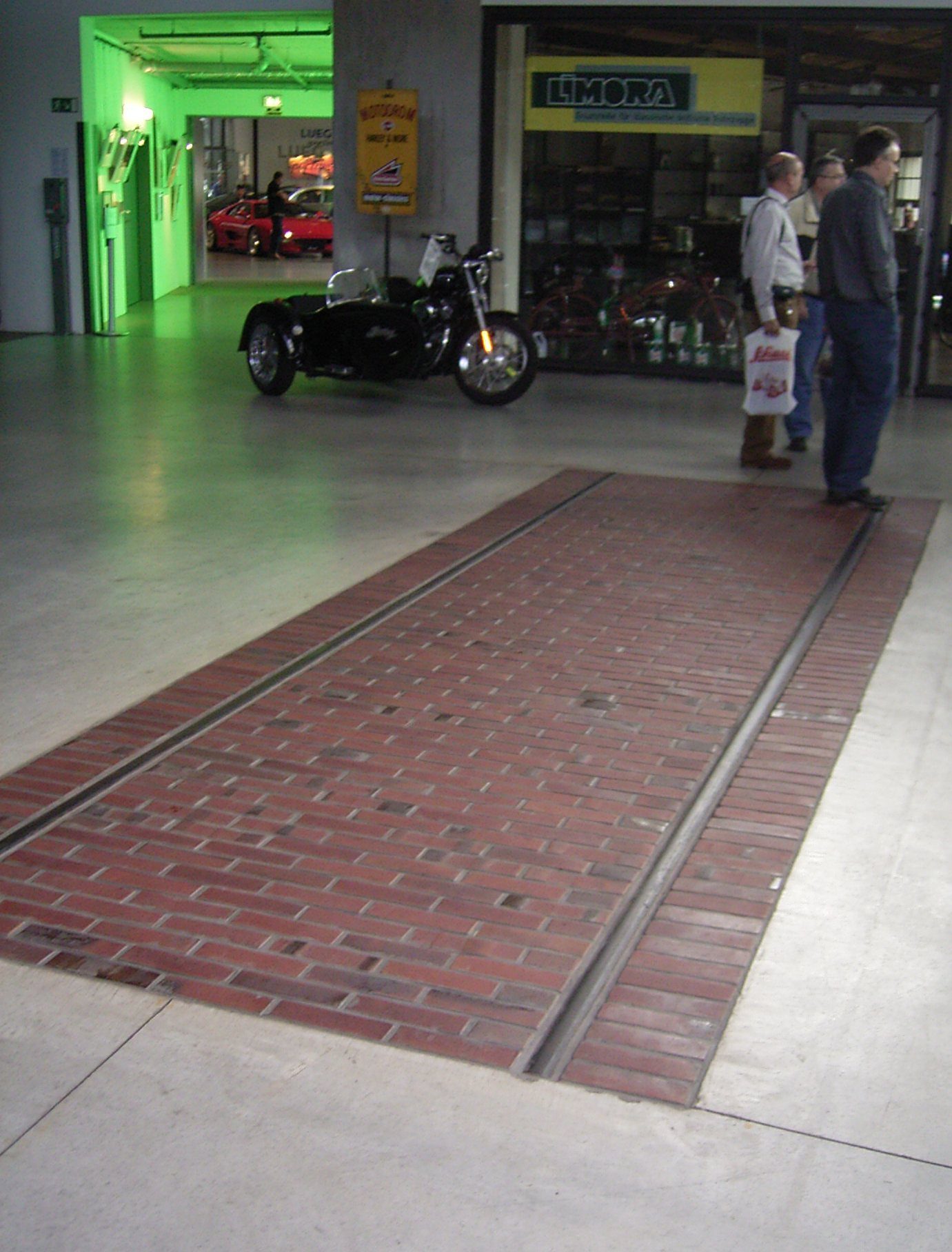
Erhaltenes Gleissegment in Düsseldorf

Die Meilenwerke waren eine Mischung aus „Lebendigen Museen“, Parkhaus und Dienstleistungszentrum. Neben den spezialisierten Händlern mit ihren Showrooms, den Werkstätten und anderen Spezialisten rund um das Thema Fahrzeugklassiker konnten gläserne Garagen angemietet werden.
Die Fahrzeuge wurden in den Glasboxen klimatisiert aufbewahrt und bewacht. Sie konnten dort von den Besuchern jederzeit betrachtet werden und die Halter hatten stets Zugang zu ihrem Fahrzeug.
Bewusst wurde das Konzept in denkmalgeschützten Gebäuden umgesetzt. So fanden sich in Berlin an der Decke des Gebäudes notdürftig geflickte Bombenlöcher, die an die Angriffe während des Zweiten Weltkriegs erinnerten. Auch an der Einfahrt des ehemaligen Straßenbahndepots erinnerte ein altes Schild mit der Aufschrift „Achtung, Gefahr, Torpfeiler“ an die frühere Nutzung. In Düsseldorf waren die alten Abzugsschornsteine über den Lokplätzen im Rund des Ringlokschuppens zu sehen, genauso wie die verwitterten Emaille-Schilder mit den Nummern der Einstellplätze und große Lichtbänder mit nur zum Teil ersetztem Fensterglas.

## Insolvenzen
Nach Beendigung der Zusammenarbeit zwischen der Inhaberin der Marke „Meilenwerk“ mit den vormaligen Standorten in Berlin, Düsseldorf und der Region Stuttgart (Böblingen) gelang es der Meilenwerk AG nicht, einen weiteren Standort zu entwickeln und zu eröffnen. Zuletzt scheiterte ein Großprojekt auf der Havelinsel Eiswerder. Über das Vermögen der Meilenwerk AG wurde wegen Zahlungsunfähigkeit und Überschuldung am 29. Januar 2016 durch das Amtsgericht Charlottenburg das Insolvenzverfahren eröffnet (AG Charlottenburg, Az.: 36m IN 75/16).
Der Insolvenzverwalter der Meilenwerk AG hat die Meilenwerk-Marken auf die Auffanggesellschaft Pace & Property GmbH übertragen. Die Marken werden derzeit nicht benutzt.

## Orte

### Meilenwerk Berlin und Düsseldorf
Das Meilenwerk Berlin wurde 2003 in den sogenannten Wiebehallen eröffnet. Das Gebäude wurde von 1899 bis 1901 gebaut und unter der Bezeichnung Betriebshof Moabit als Straßenbahndepot genutzt. Das umgebaute Gebäude wurde mehrfach ausgezeichnet, darunter 2004 mit dem Berliner Denkmalpflegepreis der Ferdinand-von-Quast-Medaille.
Das Meilenwerk Düsseldorf wurde 2006 in einem ehemaligen Ringlokschuppen konzipiert. Das denkmalgeschützte Gebäude entstand zwischen 1929 und 1931. Der Durchmesser des Lokschuppens beträgt fast 150 m und gehört damit zu den größten erhaltenen Lokschuppen dieser Art in Europa.
2011 wurden die Standorte Berlin und Düsseldorf in Classic Remise umbenannt. Bei der Marke „Classic Remise“ handelt es sich um eine Marke des Eigentümers der Standorte Berlin und Düsseldorf, die Meilenwerk AG war nicht Eigentümerin der Standorte.

### Meilenwerk Region Stuttgart (Böblingen)

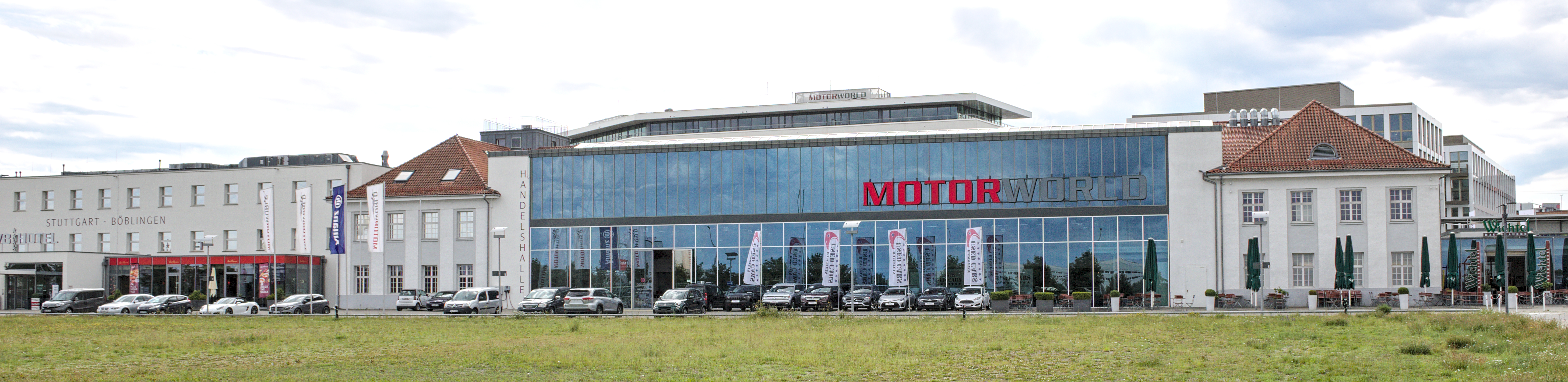
Motorworld Region Stuttgart

Im Frühjahr 2009 wurde das Meilenwerk in einem historischen Gebäude des ehemaligen Flughafens Böblingen auf dem Flugfeld in Böblingen eröffnet. Auch in Böblingen ist alles in einem Gebäudekomplex zu finden: Oldtimerclubs, Einstellboxen, Dienstleister, verschiedene Händler und Gastronomie. Das Böblinger Meilenwerk wurde erstmals mit einem Hotel konzipiert. Seit 4. Januar 2014 firmiert es unter Motorworld Region Stuttgart. Der Standort Region Stuttgart gehörte zu keinem Zeitpunkt einem Inhaber der Marke „Meilenwerk“ und die Eigentümerin des Standortes nutzte die Marke aufgrund einer Lizenzvereinbarung. Die ursprünglich unter der Marke „Meilenwerk“ betriebenen Flächen sind nur ein Teil des unter der Marke Motorworld Region Stuttgart betriebenen Areals.